# Kamienica Mierzejewskich w Krakowie
Kamienica Mierzejewskich – zabytkowa kamienica znajdująca się w Krakowie, w dzielnicy I przy ulicy Szczepańskiej 3, na Starym Mieście.

## Historia kamienicy i jej właściciele
Kamienica została wzniesiona na początku XIV wieku jako parterowy budynek. W XV wieku powiększono ja o jedno piętro i płytki tylny trakt a następnie dobudowano tylna oficynę. Na przełomie XVI i XVII wieku była własnością rodów patrycjuszowskich: Tryblów, Gutterów i Rottermundów. 8 września 1523 zmarł w niej Maciej Miechowita, lekarz, pisarz, geograf i historyk. W pierwszej połowie XVIII wieku fasada kamienicy została przebudowana na styl barokowy oraz dobudowano trzecią kondygnację i wewnętrzną klatkę schodową. Na przełomie XVII i XVIII wieku była własnością kupca krakowskiego Andrzeja Krauza. W drugiej połowie XVIII wieku kamienica była w posiadaniu J. K. Mączyńskiego a następnie I. Mierzejewskiego. Za sprawa tego ostatniego fasada kamienicy nabrała form klasycystycznych. W drugiej połowie XIX wieku kamienica znajdowała się w posiadaniu rodziny Federowiczów. Po 1860 budynek przeszedł kilka przebudowań: dobudowano oficynę boczną (rozebraną w 1974) oraz, w 1869, dobudowano czwartą kondygnację i zmieniono fasadę na eklektyczną.
Obecnie kamienica jest budynkiem trzypiętrowym z płaskim dachem, z elementami stylu klasycyzmu, z zachowanymi wcześniejszymi detalami, m.in. z ostrołukowym portalem bramy, boniowaniem na parterze oraz gotyckim portalem.
13 maja 1966 kamienica została wpisana do rejestru zabytków. Znajduje się także w gminnej ewidencji zabytków.